# Пиловловлювальна камера
Пиловловлювальна камера (пилоосаджувальна камера) — пристрій, призначений для виділення крупного пилу з потоків запилених газів. 

Рис. Пиловловлювальна камера.

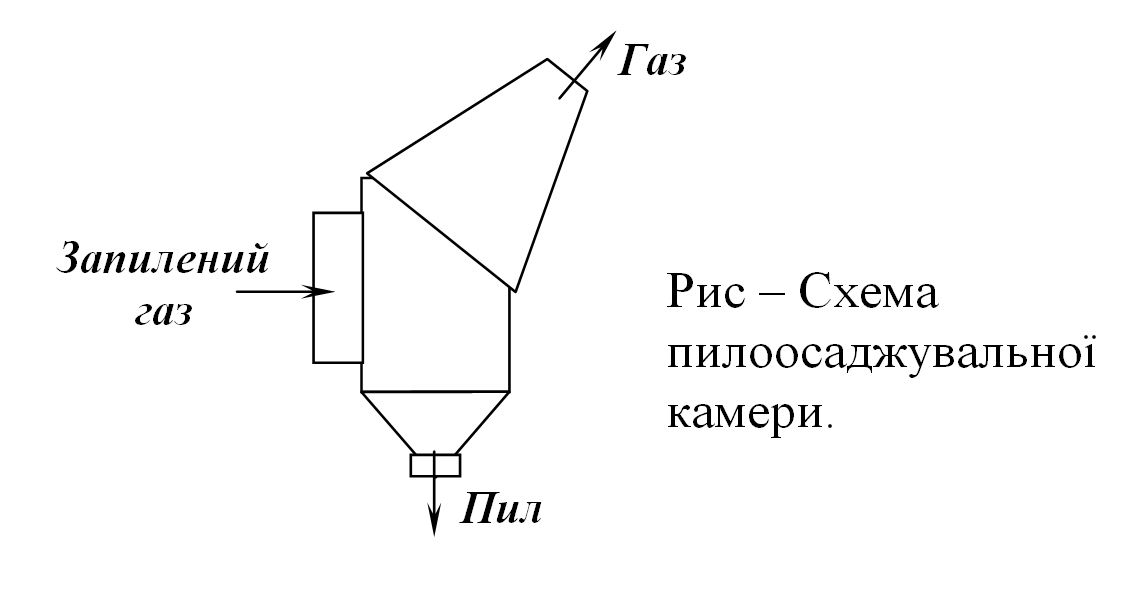

В камерних апаратах уловлення пилу здійснюється під дією сили ваги, тому для досягнення максимальної ефективності очистки газів необхідно, щоб частинки знаходилися в камері якомога довше. Внаслідок цього пилоосаджувальні камери дуже громіздкі і тому широкого розповсюдження не отримали. Пилоосаджувальні камери застосовують як елементи першої стадії систем пиловловлення, напр., при розвантаженні матеріалу з барабанних сушарок. В пилоосаджувальних камерах сила ваги, що діє на частинку, повинна переважати інерційну силу потоку газів. Для виконання цих умов необхідно, щоб площа горизонтального перетину камери, особливо у верхній її частині була більше площі поперечного перетину барабана. В цьому випадку створюється перепад швидкостей руху газового потоку, який сприяє більш ефективному уловленню пилу.
Потік газу в осаджувальній камері, що має значно більшу площу поперечного перетину, різко знижує швидкість руху і частинки пилу під дією сили ваги осаджуються у нижню частину камери, звідки вивантажуються тим або іншим способом. 
Очищений від крупного пилу газ виходить з камери у подальшу стадію пиловловлення. Ефективність пиловловлення цих апаратів складає 40 – 60 %, швидкість руху в пилоосаджувальних камерах приймають в межах 1 – 3 м/с.